# Сэнфорд, Пэм
Паме́ла «Пэм» Сэ́нфорд (англ. Pamela "Pam" Sanford; род. 1958) — канадская кёрлингистка.
В составе женской сборной Канады бронзовый призёр чемпионата мира 1983. Чемпионка Канады среди женщин.
Играла на позиции первого.
По состоянию на 2022 год, работает главным тренером по кёрлингу в рамках программы спорта для людей с ограниченными возможностями в городе Галифакс (Новая Шотландия), англ. Head Curling Coach for Special Olympics Halifax program, занятия проводятся в знаменитом кёрлинг-клубе Mayflower Curling Club.

## Достижения
- Чемпионат мира по кёрлингу среди женщин: бронза (1983).
- Чемпионат Канады по кёрлингу среди женщин: золото  (1983).

## Команды
| Сезон   | Четвёртый   | Третий     | Второй    | Первый      | Турниры           |
| ------- | ----------- | ---------- | --------- | ----------- | ----------------- |
| 1982—83 | Пенни Ларок | Шэрон Хорн | Кэти Кодл | Пэм Сэнфорд | ЧК 1983 · ЧМ 1083 |

(скипы выделены полужирным шрифтом)